# District hospitalier de Kanta-Häme
Le district hospitalier de Kanta-Häme (sigle KHSHP) est un district hospitalier regroupant les municipalités de la région de Kanta-Häme.

## Municipalités membres
Le district regroupe 11 communes:
| - Forssa - Hattula - Hausjärvi - Humppila | - Hämeenlinna - Janakkala - Jokioinen - Loppi | - Riihimäki - Tammela - Ypäjä |

## Hôpitaux du district
- Hôpital central de Kanta-Häme
  - Unité d'Hämeenlinna (Ahvenistontie 20, Hämeenlinna)
  - Unité de Riihimäki (Hôpital de Riihimäki)